# 飼料の安全性の確保及び品質の改善に関する法律
飼料の安全性の確保及び品質の改善に関する法律（しりょうのあんぜんせいのかくほおよびひんしつのかいぜんにかんするほうりつ、昭和28年4月11日法律第35号）は、飼料および飼料添加物の製造等に関する規制、飼料の公定規格の設定およびこれによる検定等を行うことにより飼料の安全性の確保および品質の改善を図り、もって公共の安全の確保と畜産物等の生産の安定に寄与することに関する法律（同法1条）である。「飼料安全法」とも呼ばれる。
1953年（昭和28年）4月11日に公布された。

## 主務官庁
- 農林水産省消費・安全局畜水産安全管理課

動物検疫所、ペットフード安全法を共管する環境省自然環境局総務課、および食品衛生法による取り締まりを担当する厚生労働省健康・生活衛生局食品監視安全課と連携して執行にあたる。

## 構成
- 第1章 - 総則（第1条-第2条）
- 第2章 - 飼料の製造等に関する規制（第3条-第25条）
- 第3章 - 飼料の公定規格及び表示の基準（第26条-第33条）
- 第4章 - 登録検定機関（第34条-第47条）
- 第5章 - 雑則（第48条-第66条）
- 第6章 - 罰則（第67条-第75条）

## 対象家畜・家禽・水産動物
- ウシ、ブタ、ニワトリ、ウズラ、ミツバチ
- ブリ、マダイ、サケ（ギンザケ）、コイ（食用に供さない錦鯉は除く）、ウナギ、ニジマス、アユ
- ヒツジ（緬羊）、ヤギ、シカ

緬羊、ヤギ、シカの肉などについては日本国内では産業として成立するほど広く普及・流通していないため、これらの動物については従来は対象外であった。これはウマやイノシシ及びアヒルやシチメンチョウについても同様であり、飼料の流通量に関係なく、もともと日本で食用とする習慣のない動物（イヌ、ネコ、ウサギなど）も対象には含まれない。
しかし日本国内での牛海綿状脳症（BSE）の発生確認による影響から、緬羊、ヤギ、シカはその肉などが「食用となり得る反芻動物」ということで2003年7月1日から対象に含まれるようになった。また2005年2月1日より下記の水産動物が指定となった。
- カンパチ、ヒラマサ、マアジ、シマアジ、タイリクスズキ、スズキ、クロマグロ、スギ、ヒラメ、トラフグ、クルマエビ、ヤマメ、サツキマス（アマゴ）、イワナ（ニッコウイワナ、エゾイワナ、ヤマトイワナ）

## 資格
- 飼料製造管理者